# Вехтино
Ве́хтино (болг. Вехтино) — село в Смолянській області Болгарії. Входить до складу общини Мадан.

## Населення
За даними перепису населення 2011 року у селі проживали 87 осіб, з них 82 особи (98,8%) — болгари.
Розподіл населення за віком у 2011 році:
Динаміка населення: